# Дом Полтавского вице-губернатора (Полтава)
Дом Полтавского вице-губернатора — памятник истории и архитектуры Российской империи в Полтаве, расположенный в восточном секторе Круглой площади по улице Соборности. Двоорец был построен в 1806—1811 годах А. М. Амвросимовым по проекту киевского архитектора А. Д. Захаров.

## История здания
Дом сооружён в 1808—1811 годах в стиле классицизма, архитектор Адриан Захаров, доработанно губернским архитектором Михаилом Амвросимовым. Комплекс состоял из дома и двух Г-образных одноэтажных флигелей с обеих сторон, соединенных ограждением. Кроме служб вице-губернатора, здесь размещалась губернская чертежница. Во второй половине XIX века, когда постройки были переданы Полтавскому кадетскому корпусу, флигели и службы разобрали. Центральный дом — каменный, трехэтажный, прямоугольный в плане. Единственный среди построек ансамбля Круглой площади, не имеющий колонного портика на главном фасаде.
Во время Великой Отечественной войны здание сильно пострадало от пожара и была восстановлено только в 1956 году по проекту архитектора Н. Набойченко с приспособлением под жилой дом.